# GBU-44/B バイパーストライク
GBU-44/B バイパーストライク（GBU-44/B Viper Strike）は、ノースロップ・グラマンにより開発された、GPS、ならびにレーザー誘導の誘導爆弾である。
UAVやAC-130への搭載のために開発され、精密なスタンドオフ攻撃能力を持つ 。

## 発射プラットフォーム
- 採用が決定したもの
  - MQ-5 ハンター[2]
- 採用を検討しているもの
  - AC-27J スティンガー
  - AC-130U スプーキー[3]
  - MQ-1 プレデター
  - MQ-8 ファイアスカウト
  - MH-6 リトルバード

## 仕様
- 全長：0.9m（36インチ）[3]
- 重量：20kg（42lb）
- 直径：14cm（5.5in）
- 翼幅：0.9m（36in）
- 滑空比：10:1[3]
- 誘導：GPS中間誘導/レーザー終末誘導[4][5]
- 精度：<1m平均誤差半径
- 弾頭重量：1.05kg（2.3lb）（成形炸薬弾）[3]